# Club Bolívar

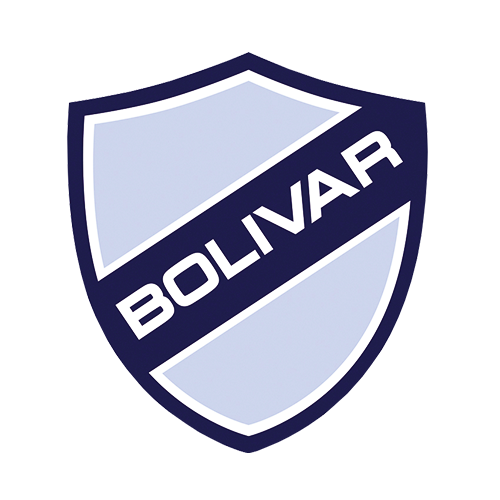

Club Bolívar är en fotbollsklubb från La Paz som spelar i den högsta ligan i Bolivia. Deras hemmaarena är Hernando Siles-stadion i La Paz. Ärkerival är fotbollsklubben The Strongest, som också är från La Paz. 

## Bakgrund
Klubben grundades den 12 april 1925 och fick först namnet Club Atlético Bolívar. 1927 började Club Bolívar spela i den regionala ligan i La paz, på en mindre arena i stadsdelen Miraflores (som fortfarande används vid träning), och tog 1931 sin första titel, då man vann den ligan. Den bolivianska ligan, som den ser ut idag, grundades först 1977 och Club Bolívar tog sin första ligatitel redan året därpå. 
1967 spelade klubben sin första internationella turnering när man deltog i Sydamerikas största fotbollsturnering, Copa Libertadores de América. Sina bästa säsonger i den turneringen gjorde man 1986, 1994, 1997, 1998, 2000 samt 2014, då man lyckades ta sig hela vägen till semifinal. Club Bolívar deltog också i Copa Conmebol 1996, men turneringen som grundades 1992 lades ner redan 2000. Klubben gjorde annars bra ifrån sig även i Copa Sudamericana vid två tillfällen, 2002 och 2004. Club Bolívar blev den andra bolivianska klubben någonsin att spela final i en internationell turnering när man 2004 spelade mot argentinska Boca Juniors. Den argentinska storklubben vann med totalt 2-1 och tog hem titeln. Finalen spelades i två matcher, Club Bolívar vann hemma med 1-0 (mål av Horacio Chiorazzo), medan Boca Juniors vann returen med 2-0 (mål av Martín Palermo och Carlos Tévez). Club Bolívar är annars den klubben i Bolivia med flest deltagande i internationella matcher: 28 Copa Libertadores, 6 Copa Sudamericana och en Copa Conmebol.